# Свет (разъезд, Ульяновская область)
Свет — разъезд в составе Оськинского сельского поселения Инзенского района Ульяновской области.

## География
Находится на расстоянии примерно 5 километров на запад по прямой от районного центра города Инза.

## История
В 1897 году рядом с селом Забалуйка был построен железнодорожный разъезд «Святительский» (ныне разъезд Свет) на линии Московско-Казанской железной дороги.
На 1931 год село Забалуйка — административный центр Забалуйского с/с, в который входило: с. Забалуйка, д. Екатериновка, д. Николаевка, разъезд Святительский.

## Население
Население составляло: в 1930 г. — 3 двора 15 чел.; 22 человека в 2002 году (русские 89 %), 17 по переписи 2010 года.